# Rasism ecologic
Rasism ecologic: descrie o discriminare ce are ca bază trăsături rasiale privind reglementarea aspectelor legate de mediu. Această acțiune de discriminare este una imputabilă atât politicilor la nivel local (prin administrația locală), cât și intereselor companiilor cu producție industrială.

Tendința actuală, demonstrată statistic, în ceea ce privește acest tip de politică este aceea de depozitare a deșeurilor și de plasare a diverselor tipuri de instalații emitente de noxe în zone locuite de o minoritate etnică. Faptul de a se confrunta cu probleme sociale serioase îi împiedică pe aceștia de la a-și manifesta revolta cu privire la aceste fenomene de concentrare a factorilor poluanți în habitatul lor, această conduită fiind una profitabilă pentru companiile ce aleg aceste zone. 
Justiția ecologică încearcă o soluționare a acestui tip de discriminare, susținând dreptul fiecărui individ de a trăi într-un mediu sănătos, un mediu care să ofere suficiente resurse pentru o viață sănătoasă, acestea fiind drepturi ale omului, afirmate și ocrotite ca atare în diverse tratate internaționale.
În ceea ce privește rasismul ecologic la nivel internațional, țările cu o industrie poluantă puternică exportă deșeurile cu un grad înalt de nocivitate în țările aflate în curs de dezvoltare, condițiile socioeconomice și de rasă fiind factori determinanți în procesul de selecție al deversări și stocării acestora. 